# Pchumiové
Pchumiové (བོད་མི་) je národnost v severozápadní části provincie Jün-nan a v tibetských oblastech na jihu provincie S'-čchuan v Čínské lidové republice. Je jich zhruba 30 tisíc. Jejich jazyk patří do tibeto-barmské větve čínsko-tibetské rodiny, hovoří vzdálenými dialekty khamské tibetštiny. Pchumiové užívají tibetské písmo.
Pchu-mi (བོད་མི་ Wylie: bod mi) jsou podle Tibeťanů také Tibeťané, statut samostatné národnosti jim byl přiznán až čínskou vládou v roce 1965.
Předpokládá se, že do dnešních oblastí osídlení přišli ve 13. století, během expanze Mongolů. Základním zaměstnáním je zemědělství a chov domácích zvířat, důležitým doplňkem je lov; rozvinutá jsou řemesla. V náboženství hraje hlavní roli animismus, část Pchumiů se hlásí k tibetskému buddhismu nebo taoismu či bönismu.